# Phyllonorycter mildredae
Phyllonorycter mildredae är en fjärilsart som beskrevs av Davis och Gerfried Deschka 2001. Phyllonorycter mildredae ingår i släktet guldmalar, och familjen styltmalar. Inga underarter finns listade i Catalogue of Life.